# Aw Chu Kin
Aw Chu Kin est un herboriste chinois connu pour avoir inventé un onguent en Birmanie en 1870. Ses deux enfants, Aw Boon Haw et Haw Boon Par, émigrés à Singapour, commercialiseront le produit sous le nom de « baume du tigre » à partir de 1926.
Aw Chu Kin mourut en 1908 à Rangoun (Empire des Indes dans l'actuelle Birmanie,,).